# Waco S
La Waco S es una familia estadounidense de biplanos de cabina producida por la Waco Aircraft Company a principios de 1935.

## Diseño y desarrollo
Los biplanos de cabina cerrada Waco, inicialmente conocidos como serie C (por Cabina (Cabin)) eran biplanos de un solo vano de alas escalonadas y envergadura desigual. Estaban recubiertos de tela, teniendo las alas una estructura de madera y las superficies de control y el fuselaje siendo construidos con estructura de metal. Las alas estaban arriostradas mediante soportes entre planos extendidos hacia fuera con forma de N más un soporte que conectaba el larguero trasero de la sección central a la parte inferior del soporte entre planos delantero, siguiendo la práctica estándar de Waco. Poseía un tren de aterrizaje fijo de rueda de cola, que podía ser carenado parcial o completamente. Disponía de asientos para 4 o 5 personas, incluyendo el piloto. La mayoría estaba propulsada por motores radiales de 7 cilindros de diferentes marcas. 
Cuando Waco lanzó su ligeramente mayor serie Custom Cabin, estos aviones de la serie Cabin original que continuarían en producción fueron redesignados como serie Waco Standard Cabin, cambiando la letra de designación final de la C a C-S, y luego a S. Por ejemplo, en 1935 el YKC se convirtió en el YKC-S, y luego en el YKS-6 en 1936. Los tres eran indistinguibles unos de otros. Waco usó sufijos numéricos como -7 para indicar una subvariante introducida en 1937, y así sucesivamente. La serie Standard Cabin puede ser subdividida de nuevo en tres grupos, teniendo los ejemplares iniciales un tragaluz en espejo (QDC, OEC y UEC), los aviones de la serie media un tragaluz carenado (CJC, UIC, UKC, YKC) o los ejemplares tardíos sin tragaluz (DJC-S, HKS, ZKS, UKC-S, UKS-7, VKS-7, YKC-S, YKS-6 y 7, ZKS-6 y 7).Todos los modelos construidos bajo los designadores C-S y S carecían de tragaluz, aunque el mismo podía ser carenado en los aviones anteriores. Los modelos tardíos eran también ligeramente más largos que los iniciales.
Desde alrededor de 1937, todos los aviones de la serie S tuvieron alas que carecían de recortes en los bordes de ataque y de fuga. Externamente, la serie S difería de la serie Custom o más tarde la serie C, en que, continuando con los aparatos iniciales de la serie C, presentaba alerones en ambas alas, unidos por un prominente soporte, y ventanas traseras laterales de bordes cuadrados. Como la mayoría de aviones Waco, la serie S estaba disponible con muchos motores diferentes identificados por la primera letra de la designación del modelo

## Historia operacional
La serie S demostró ser popular entre los pilotos comerciales y privados, y todavía estaban en condiciones de vuelo más de 50 en 2001, incluyendo ejemplares en la versión VKS-7F del CPTP. Durante la Segunda Guerra Mundial, varios aviones de la serie S fueron requisados por las USAAF como UC-72K o UC-72M, y fueron usados como  aviones de enlace, transportes ligeros ejecutivos y entrenadores instrumentales de refresco. Solo un puñado de ellos permanece en estado de vuelo en este siglo. 

## Variantes
(por Simpson, 2001, p. 575 y Green, 1965, p. 307)

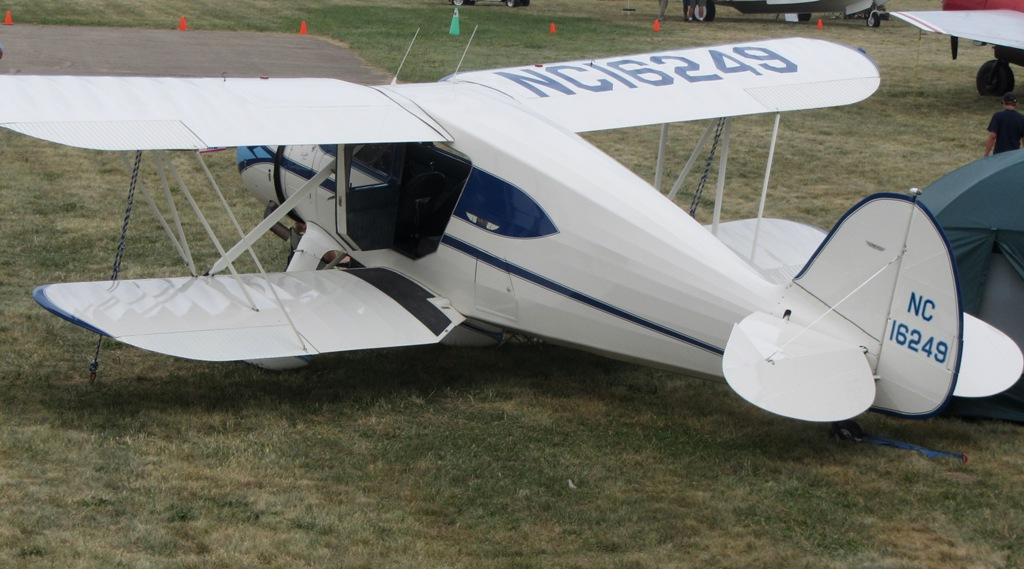
Waco YKS-6.

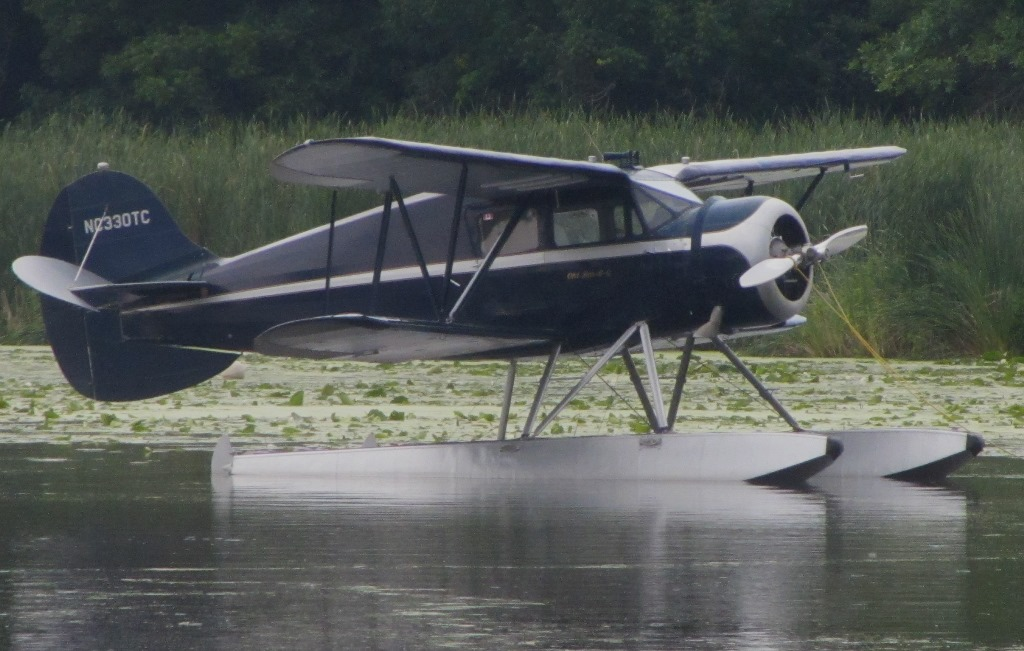
Waco ZKS-6

DKS-6
 Wright R-760 de 213 kW (285 hp).
HKS-7
Lycoming R-680-13 de 224 kW (300 hp).
UKS-6
 Continental W-670-K de 168 kW (225 hp).
UKS-7
 Continental W-670-K de 168 kW (225 hp).
VKS-7
 Continental W-670-M de 179 kW (240 hp).
VKS-7F
 Continental W-670-M de 179 kW (240 hp). El modelo -7F fue usado en el programa CPTP, indicando la F que estaba equipado con flaps.
YKS-6
 Jacobs L-4 de 168 kW (225 hp).
YKS-7
 Jacobs L-4 de 168 kW (225 hp).
ZKS-6
Jacobs L-5 de 168 kW (225 hp).
ZKS-7
 Jacobs L-4 de 168 kW (225 hp) o Jacobs L-5 de 213 kW (285 hp).
HKS-7
 Lycoming R-680-13 de 224 kW (300 hp).

## Operadores
Estados Unidos
- Fuerzas Aéreas del Ejército de los Estados Unidos

## Especificaciones (VKS-7F)
Referencia datos: Green, 1965, p. 307

### Características generales
- Tripulación: Uno (piloto)
- Capacidad: Tres o cuatro pasajeros
- Longitud: 7,70 m
- Envergadura: 10,13 m
- Altura: 2,59 m
- Superficie alar: 22,69 m²[4]
- Peso vacío: 1023 kg
- Peso cargado: 1474 kg
- Planta motriz: 1× motor radial de siete cilindros refrigerado por aire Continental W-670-M.
  - Potencia: 179 kW (240 hp)

### Rendimiento
- Velocidad máxima operativa (Vno): 233 km/h
- Velocidad crucero (Vc): 204 km/h
- Alcance: 833 km
- Techo de vuelo: 3962 m (13 000 pies)
- Régimen de ascenso: 4,3 m/s (850 pies/min)

### Secuencias de designación
- Secuencia Alfabética (interna de Waco): ← M - N - O - S
- Secuencia C- (Aviones de Carga del USAAS/USAAC/USAAF/USAF (1925-62)): ← C-69 - C-70/A/B/C/D - C-71 - C-72 - C-73 - C-74 - C-75 →